# Ramon Roger II de Pallars Sobirà
Ramon Roger II de Pallars-Mataplana (1302-1350) fou comte de Pallars Sobirà i senyor d'Urtx (1343-1350).

## Antecedents familiars
Fill d'Hug VII de Mataplana i de Sibil·la I de Pallars Sobirà.

## Núpcies i descendents
El 1322 es va casar amb Sibil·la de Cardona i van tenir sis fills:
- Hug Roger I de Pallars Sobirà, comte de Pallars Sobirà
- Violant, que fou abadessa de Pedralbes[1]
- Ramon Roger
- Artau
- Arnau
- Elionor
- Bernat, mort infant

## Nota d'aclariment
En el llibre d'Editorial Base Col·lecció Base Històrica, Abadesses i priores a la Catalunya Medieval, pàgs. 177 a 178, llibre de Maria Carme Roca i Costa (ISBN 978-84-16166-22-0). Hi ha una molt bona explicació sobre l'ascendècia de Violant de Pallars, on s'anomena els pares i el germà Hug Roger I de Pallars Sobirà.